# Saint-John Perse
Saint-John Perse (Saint-Léger-les-Feuilles (Guadeloupe), 31 maart 1887 - Giens, 20 september 1975), pseudoniem van Marie René Auguste Alexis Léger, was een Frans diplomaat en dichter die in 1960 de Nobelprijs voor de Literatuur ontving, "voor de hoge vlucht en de suggestieve beeldtaal van zijn poëzie die op een visionaire manier de omstandigheden van onze tijd weerspiegelen."

## Werken
- Éloges (1911) (Lofzangen, vert. Hans van Pinxteren)
- Anabase (1924)
- Exil (1942)
- Pluies (1943)
- Poème à l'étrangère (1943)
- Neiges (1944)
- Vents (1946)
- Amers (1957)
- Chronique (1960)
- Poésie (1961)
- Oiseaux (1963)
- Chant pour un équinoxe (1971)
- Nocturne (1973)
- Sécheresse (1974)

- Bibsys: 90639002
- Biblioteca Nacional de Chile: 000060687
- Biblioteca Nacional de España: XX990189
- Bibliothèque nationale de France: cb11923365d (data)
- Catàleg d'autoritats de noms i títols de Catalunya: 981058512236106706
- CiNii: DA02924383
- Digitale Bibliotheek voor de Nederlandse Letteren: pers048
- Gemeinsame Normdatei: 118604910
- International Standard Name Identifier: 0000 0001 2142 8813
- Library of Congress Control Number: n79128134
- Nationale Bibliotheek van Letland: 000036058
- MusicBrainz: 5838df4c-4be1-43c7-99bd-9ab4da7d7c50
- Bibliotheek van het Japanse parlement: 00452570
- Nationale Bibliotheek van Tsjechië: jn19990007305
- Nationale bibliotheek van Australië: 35717992
- Nationale Bibliotheek van Israël: 987007267403105171
- Nationale Bibliotheek van Polen: a0000001186496
- Nationale en Universitaire bibliotheek Zagreb: 000016527
- Nederlandse Thesaurus van Auteursnamen: 068891350
- Istituto Centrale per il Catalogo Unico: CFIV113463
- LIBRIS: 196570
- SNAC: w6bz679s
- Système universitaire de documentation: 027118592
- Trove: 267574
- Virtual International Authority File: 88804613

1901: Prudhomme ·
1902: Mommsen ·
1903: Bjørnson ·
1904: Mistral, Echegaray ·
1905: Sienkiewicz ·
1906: Carducci ·
1907: Kipling ·
1908: Eucken ·
1909: Lagerlöf ·
1910: Heyse ·
1911: Maeterlinck ·
1912: Hauptmann ·
1913: Tagore ·
1915: Rolland ·
1916: Heidenstam ·
1917: Gjellerup, Pontoppidan ·
1919: Spitteler ·
1920: Hamsun ·
1921: France ·
1922: Benavente ·
1923: Yeats ·
1924: Reymont ·
1925: Shaw ·
1926: Deledda ·
1927: Bergson ·
1928: Undset ·
1929: Mann ·
1930: Lewis ·
1931: Karlfeldt ·
1932: Galsworthy ·
1933: Boenin ·
1934: Pirandello ·
1936: O'Neill ·
1937: Gard ·
1938: Buck ·
1939: Sillanpää ·
1944: Jensen ·
1945: Mistral ·
1946: Hesse ·
1947: Gide ·
1948: Eliot ·
1949: Faulkner ·
1950: Russell ·
1951: Lagerkvist ·
1952: Mauriac ·
1953: Churchill ·
1954: Hemingway ·
1955: Laxness ·
1956: Jiménez ·
1957: Camus ·
1958: Pasternak ·
1959: Quasimodo ·
1960: Perse ·
1961: Andrić ·
1962: Steinbeck ·
1963: Seferis ·
1964: Sartre (geweigerd) ·
1965: Sjolochov ·
1966: Agnon, Sachs ·
1967: Asturias ·
1968: Kawabata ·
1969: Beckett ·
1970: Solzjenitsyn ·
1971: Neruda ·
1972: Böll ·
1973: White ·
1974: Johnson, Martinson ·
1975: Montale ·
1976: Bellow ·
1977: Aleixandre ·
1978: Singer ·
1979: Elýtis ·
1980: Miłosz ·
1981: Canetti ·
1982: García Márquez ·
1983: Golding ·
1984: Seifert ·
1985: Simon ·
1986: Soyinka ·
1987: Brodsky ·
1988: Mahfoez ·
1989: Cela ·
1990: Paz ·
1991: Gordimer ·
1992: Walcott ·
1993: Morrison ·
1994: Oë ·
1995: Heaney ·
1996: Szymborska ·
1997: Fo ·
1998: Saramago ·
1999: Grass ·
2000: Gao ·
2001: Naipaul ·
2002: Kertész ·
2003: Coetzee ·
2004: Jelinek ·
2005: Pinter ·
2006: Pamuk ·
2007: Lessing ·
2008: Le Clézio ·
2009: Müller ·
2010: Vargas Llosa ·
2011: Tranströmer ·
2012: Mo ·
2013: Munro ·
2014: Modiano ·
2015: Aleksijevitsj ·
2016: Dylan ·
2017: Ishiguro ·
2018: Tokarczuk ·
2019: Handke ·
2020: Glück ·
2021: Gurnah ·
2022: Ernaux ·
2023: Fosse ·
2024: Kang ·